# Invazija Crvene armije na Gruziju
Invazija Crvene armije na Gruziju (Sovjetsko-gruzijski rat ili Sovjetska invazija Gruzije) je bio vojni pohod Crvene armije Ruske SFSR 1921. čiji je cilj bio svrgnuti socijalističko-demokratsku vladu menjševika u Demokratskoj Republici Gruziji, koja je proglasila nezavisnost, te uspostaviti boljševički režim.  Sovjeti su time htjeli kontrolirati isto područje koji je prije obuhvaćalo Rusko carstvo. Gruzija je od 1801. do 1918. bila dio Ruskog carstva. 

## Povijest

### Prethodni događaji
Nakon Veljačke revolucije 1917. Zakavkazjem (Gruzija, Armenija, Azerbajdžan) upravljao je komitet iz Petrograda, poznat kao Ozakom. Kasniji događaji te iste godine, a naročito boljševička Listopadska revolucija prisilili su tadašnje političke vođe Zakavkazja, koji su manje više bili menjševici, na nevoljko otcjepljenje od Carske Rusije i osnivanje Zakavkaske Demokratske Federativne Republike. Eksplozija lokalnih nacionalizama, u kombinaciji s pritiskom koji je na tu državu vršila osmanska vojska sa zapada posljednjih mjeseci Prvog svjetskog rata, dovela je do sloma Zakavkaske federacije.
Nakon tog je Gruzija proglasila nezavisnost 26. svibnja 1918. i odmah zatražila zaštitu vođa Centralnih sila Njemačke, ali joj je pobjeda Antante donijela britansku okupaciju. 
Gruzijci su u Antonu Ivanoviču Denikinu i njegovim bjelogardejcima kojima su Britanci izdašno pomagali, gledali veću opasnost za svoju slobodu od boljševika. Oni su odbili suradnju u naporima za restauraciju Carske Rusije pa su britanske snage napustile Batumi u srpnju 1920.
Nezavisnost Gruzije sile Antante priznale su de facto još u siječnju 1920., a i Sovjetska Rusija potpisivanjem sovjetsko-gruzijskog sporazuma u svibnju 1920., pa su oni jedno kratko razdoblje i surađivali.
Nakon odbijanja da postanu članica Lige naroda, Gruziju su i de jure priznale članice Antante u siječnju 1921. Ali joj to nije puno pomoglo, jer su je već u veljači napale jedinice Crvene armije i to bez Lenjinovog odobrenja, u akciji koju su organizirali dva gruzijska boljševika; Staljin i Grigorij Konstantinovič Ordžonikidze.
Oni su organizirali oružani ustanak iz Azerbajdžana i Armenije na graničnim područjima Gruzije. Na prosvjede gruzijske vlade, sovjetski ambasador je rekao da su ti incidenti "sponatni ustanci armenskih komunista". Boljševici su u naselju Shulaveri osnovali svoj Gruzijski revolucionarni sovjet, koji je postao konkurentska vlada onoj u Tbilisiju. Taj sovjet je formalno pozvao Crvenu armiju u pomoć, na što se ona odazvala. 
Nakon invazije, uz pomoć armije, proglasili su Gruzijsku Sovjetsku Socijalističku Republiku. Gruzija, Armenska SSR te Azerbajdžanska SSR su 12. ožujka 1922. udruženi u Zakavkasku Sovjetsku Federativnu Socijalističku Republiku, koja se priključila SSSR-u. Njenim raspuštanjem 1936., osnovana je ponovno Gruzijska SSR u okviru SSSR-a. Invaziju nije odobrio Vladimir Lenjin, već su je Staljin i Ordžonikidze organizirali na svoju ruku, da podrže "pobunu seljaka i radnika" u borbi protiv "separatističkih gruzijskih snaga". Istodobno, Turska je pripojila dijelove južne Gruzije sebi, što je dovelo do nekoliko kompromisa između Moskve i Ankare.

## Poveznice
- Turski rat za nezavisnost

## Vanjske poveznice
- National revival (engl.)
- Kratki pregled gruzijske povijesti BBC  (engl.)
- Sovjeti se bune protiv eseja koji veliča anti-boljševičku, nezavisnu Gruziju New York Times  (engl.)
- Analiza rivalstva između Gruzije i Rusije New York Times (engl.)